# فانسو كيركبي
فانسو كيركبي (بالسويدية: Vansö kyrkby) هي منطقة سكنية تقع في السويد في Strängnäs Municipality.[بحاجة لمصدر] يقدر عدد سكانها بـ 202 نسمة ومساحتها 0.21 كم2 .